# Skulpturenmeile Hannover

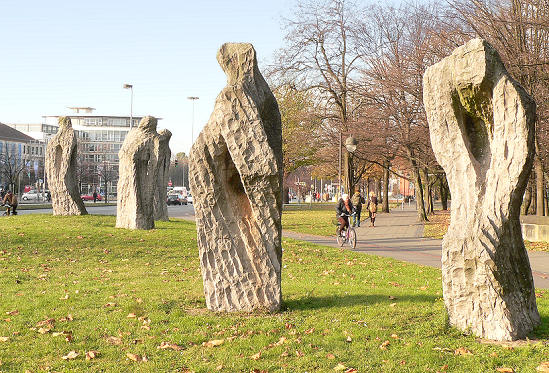
Ensemble Etude I bis V

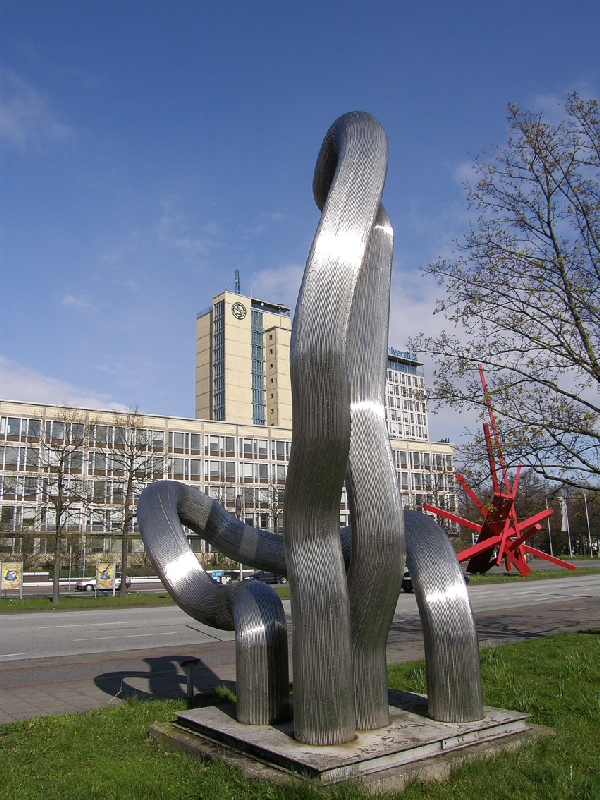
Genesis (1983/5)

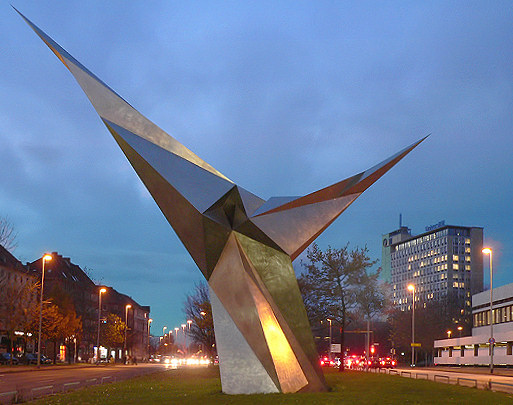
Stahlengel (12 m hoog, 16 m breed)

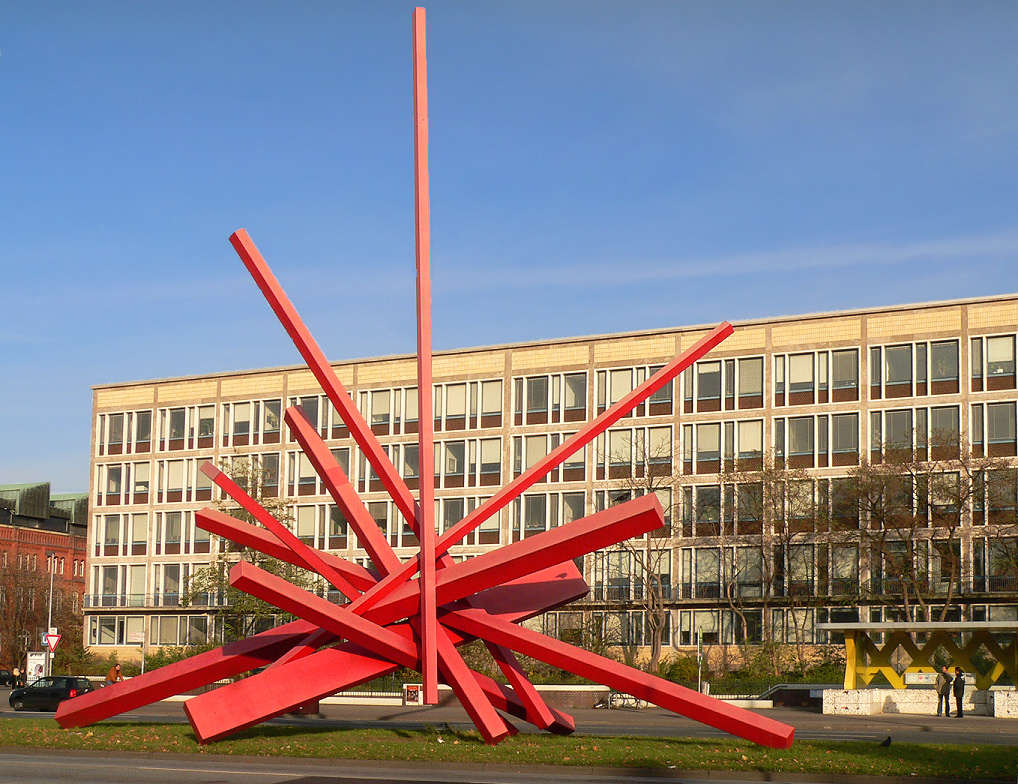
Symphony in Red

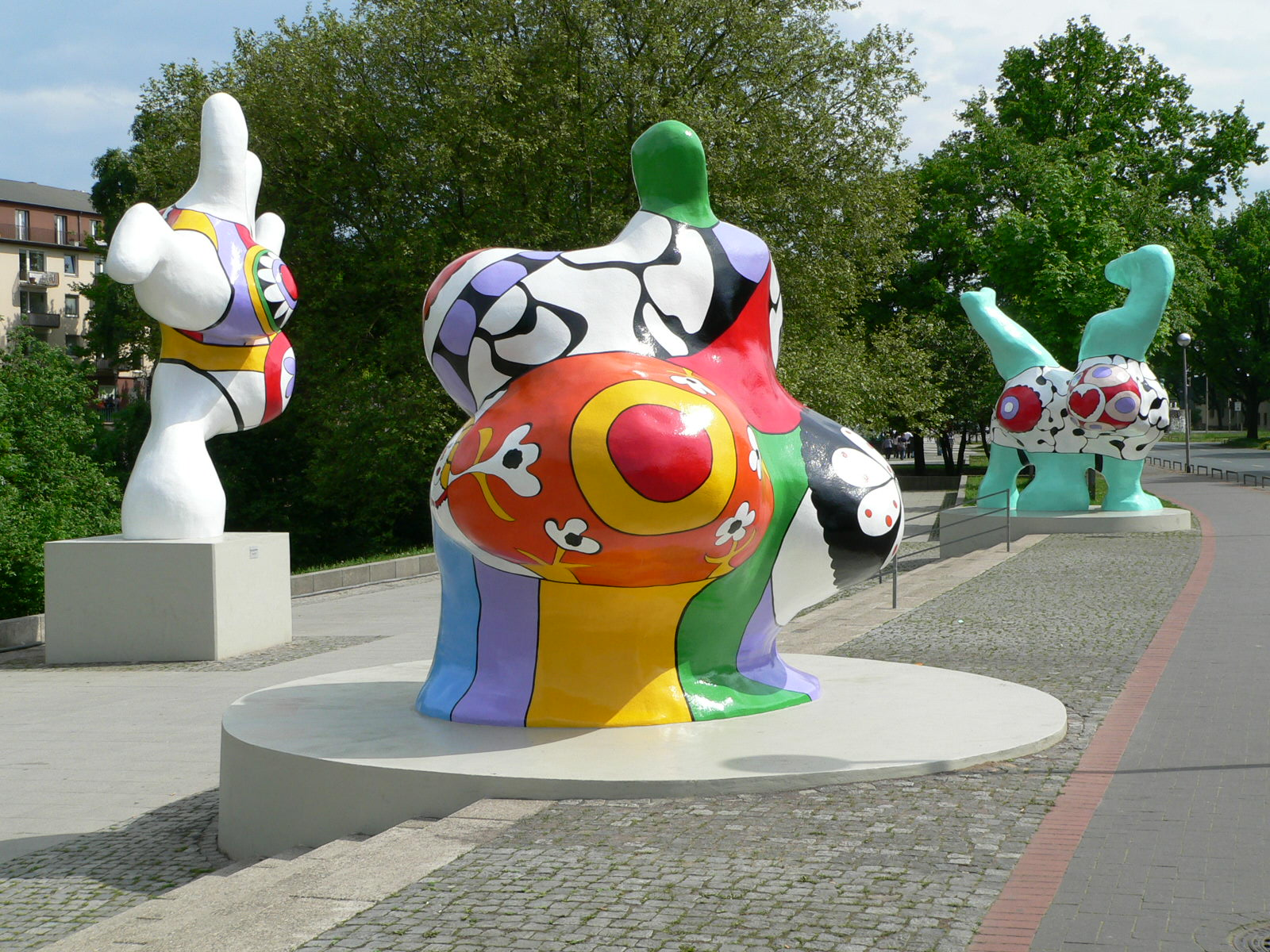
Nanas

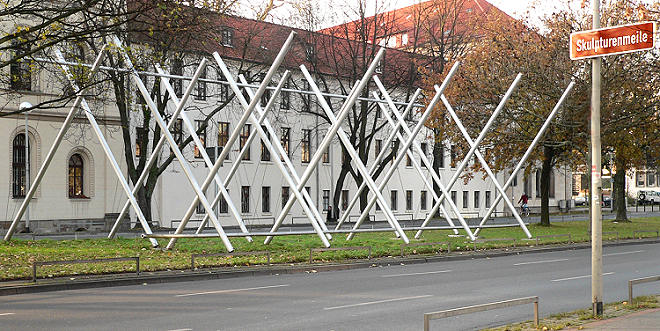
Avenue K 1968

De in het jaar 2000 gecreëerde Skulpturenmeile Hannover in Hannover bestaat uit acht monumentale beelden in de openbare ruimte. Tot deze sculpturen behoren onder andere de bekende Nana's van Niki de Saint Phalle. De unieke beelden van deze beeldenroute zijn vrijwel alle in de middenberm van een ongeveer 1,5 km lange doorgaande, vierbaans verkeersweg geplaatst tussen de Niedersächsischer Landtag en de Herrenhäuser Gärten.

## Het ontstaan van de beeldenroute
Het plan voor de Skulpturenmeile Hannover werd al in 1974 geboren, toen in Hannover een programma voor kunst op straat ontstond met de aankoop voor DM 150.000 van de Nana's voor de Leibnizufer van de Franse beeldhouwster Niki de Saint Phalle. In 1986 stelde de galerist Robert Simon uit Hannover twee staalsculpturen langs dezelfde route op en de complete beeldenroute werd in het jaar 2000 voltooid. Alle kunstwerken zijn eigendom van de stad Hannover, met uitzondering van de sculptuur Symphony in Red (bruikleen van de Lottostichting).

## Sculpturen
De locaties van de sculpturen zijn van noord naar zuid:
- Kreisteilung - Quadratanordnung - Kugel - 1987 van Alf Lechner

Locatie: Kruising Königsworther Platz/Nienburger Straße/Bremer Damm
- Genesis - 1983-1985 van Matschinsky-Denninghoff

Locatie: Königsworther Platz
- Symphony in Red - 2000 van John Raymond Henry

Locatie: Königsworther Platz
- Etude I bis V van Eugène Dodeigne

Locatie: Brühlstraße ter hoogte van de Otto-Brenner-Straße
- Stahlengel - 1987 van Erich Hauser

Locatie: Brühlstraße
- Deus ex Machina - 1985 van Bernhard Heiliger

Locatie: Leibnizufer ter hoogte van de Goethestraße
- Nanas - 1974 van Niki de Saint Phalle

Locatie: Leibnizufer
- Avenue K 1968 - 1970 van Kenneth Snelson

Locatie: Leibnizufer bij de Niedersächsischer Landtag